# William Gallas
William Gallas (født 17. august 1977 i Asnières-sur-Seine, Frankrig) er en fransk tidligere fodboldspiller. Gennem sin karriere spillede han blandt andet for de tre store London-klubber Chelsea, Arsenal og Tottenham.Han repræsenterede også SM Caen og Olympique Marseille i sit hjemland.
Gallas var i en årrække fast del af Frankrigs landshold.

## Klubkarriere

### Frankrig
Gallas' seniorkarriere startede i 1995 i den franske klub SM Caen, som han spillede for i to sæsoner, inden han skiftede til storklubben Olympique Marseille. I Marseille slog Gallas igennem som en af landets mest stabile forsvarsspillere, og under hans tid i klubben nåede han blandt andet at spille Champions League-kampe, inden han blev solgt til udlandet.

### Chelsea F.C.
Chelsea-manageren Claudio Ranieri købte i maj 2001 Gallas fri af sin kontrakt i Marseille, hvorefter han kunne blive makker med sin landsmand Marcel Desailly i London-klubbens forsvar. Gallas' spillede fem år i Chelsea, og netop denne periode var den hidtig mest succesfulde i klubbens historie. Holdet vandt Premier League i både 2005 og 2006, samt Carling Cuppen i 2005.
Gallas blev dog utilfreds med sin status i klubben, da han i løbet af sæsonen 2005-06 blev tvunget til at spille en lang række kampe som venstre back, en position han ikke følte sig hjemme på. I sommeren 2006 eskalerede det dårlige forhold mellem Gallas og manageren José Mourinho, da franskmanden nægtede at deltage i en træningsturnering i USA op til den nye sæsonstart.
Som følge af det anspændte forhold til sin arbejdsgiver blev Gallas den 1. september 2006 solgt til lokalrivalerne Arsenal i en handel der involverede flere spillere, og blandt andet sendte Arsenals engelske landsholdspiller Ashley Cole den anden vej.

### Arsenal F.C.
Gallas blev tildelt rygnummer 10 i Arsenal, et nummer der hidtil var blevet båret af den hollandske klublegende Dennis Bergkamp, der netop havde stoppet karrieren. Gallas debuterede for "The Gunners" i en Premier League-kamp mod Middlesbrough den 9. september 2006, og scorede sit første mål den 23. september samme år mod Sheffield United.
Efter Thierry Henry forlod Arsenal i sommeren 2007 blev Gallas udpeget til klubbens nye anfører, en rolle han besad i næsten halvandet år. I november 2008 ragede Gallas dog uklar med manager Arsène Wenger, og måtte overdrage anførerbindet til spanieren Cesc Fàbregas. Problemerne var dog ikke større end at Gallas kunne fortsætte sin karriere i klubben som almindelig spiller. Hans kontrakt udløb den 30. juni 2010 og blev ikke forlænget.

### Tottenham
Efter at være blevet løst fra sin kontrakt med Arsenal, skrev den kontroversielle franskmand under med ærkerivalerne fra Tottenham.

### Perth Glory FC
Den 23. oktober 2013 skiftede den kontraktløse Gallas til australske Perth Glory FC.

## Landshold
Gallas var i mange år en fast bestanddel af Frankrigs landshold, som han debuterede for den 12. oktober 2002 i en kamp mod Slovenien. Han var herefter med til at vinde Confederations Cup 2003 på hjemmebane i Frankrig, samt at nå finalen ved VM i 2006 i Tyskland. Ved EM i 2004, EM i 2008 samt VM i 2010 var han ligeledes med i truppen.

## Titler
Premier League
- 2005 og 2006 med Chelsea

Carling Cup
- 2005 med Chelsea

Confederations Cup
- 2003 med Frankrig

- Wikimedia Commons har flere filer relateret til William Gallas